# Горячёв, Владимир Петрович
Владимир Петрович Горячёв (6 января 1923, Ижевск — 12 мая 1943, у дер. Княжино, Смоленская область) — участник Великой Отечественной войны, Герой Советского Союза.

## Биография

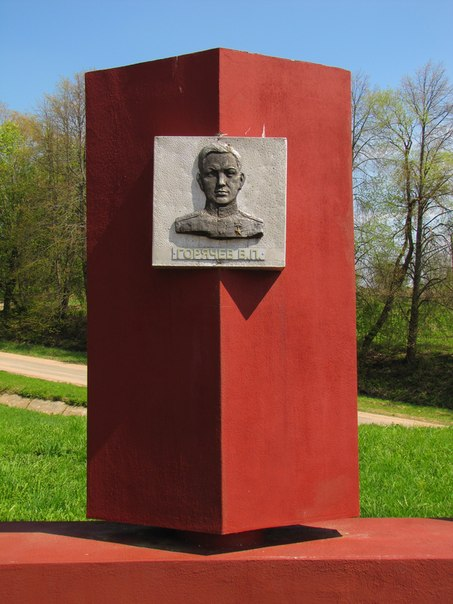
Могила Горячева в Микулино.

Родился в Ижевске в рабочей семье. С 1929 года жил в Омске. По национальности русский. Окончил среднюю школу № 6.
В Красную Армию призван Сталинским РВК Омска в июне 1941 года. Окончил Новосибирскую пехотную школу в июле 1942 года в звании сержанта. Служил в 10-м отдельном батальоне минёров, засылался в тыл для дезорганизации противника. Командовал отделением, затем стал помощником командира взвода. За отличное выполнение боевых заданий был награждён Орденом Отечественной войны I степени и медалью «За отвагу».
В начале мая 1943 года диверсионная группа из 6 человек была заброшена в тыл противника к участку железнодорожной линии Смоленск — Орша Руднянского района Смоленской области для подрыва железнодорожного моста. 12 мая в районе деревни Княжино группа была обнаружена противником. В результате более чем двухчасового боя красноармейцы уничтожили около 300 солдат противника, но сами погибли.

## Награды
- Медаль «Золотая Звезда» (указ от 4.06.1944, посмертно).
- Орден Ленина.
- Орден Отечественной войны I степени.
- Медаль «За отвагу».

## Память
- В 1946 году останки бойцов были перезахоронены в деревне Микулино, где был установлен памятный обелиск.
- 17 августа 1953 года приказом Министра обороны СССР шестеро героев-минёров были навечно зачислены в списки личного состава гвардейского батальона[1].
- 9 мая 1975 года в Омске был открыт памятник герою[1].
- 12 марта 2014 года гимназии № 12 города Омска, было присвоено имя Героя Советского Союза Владимира Петровича Горячёва[4].